# Internet Archive
 (срп. Интернетски архив / Архив интернета) америчка је дигитална библиотека основана 10. маја 1996, којом предсједава заговорник бесплатних информација Брустер Кејл. Пружа бесплатан приступ збиркама дигитализованих материјала, укључујући веб-сајтове, софтверске апликације, музику, аудиовизуелне и штампане материјале. Архиве се такође залаже за слободан и отворен интернет. Од 1. јануара 2023, Internet Archive тврди да садржи више од 38 милиона штампаних материјала, 11,6 милиона комада аудиовизуелног садржаја, 2,6 милиона софтверских програма, 15 милиона аудио датотека, 4,7 милиона слика, 251 хиљаду концерата и преко 832 милијарде веб-сајтова на свом Wayback Machine. Мисија је да обезбједи „универзални приступ цјелокупном знању”.
Internet Archive дозвољава јавности да отпрема и преузима дигитални материјал у свој кластер података, али највећи дио његових података аутоматски прикупљају његови веб-пописивачи, који раде на очувању што већег дијела јавног веба. Његова веб-архива, Wayback Machine, садржи стотине милијарди снимака веб-сајтова. Архив такође надгледа бројне пројекте дигитализовања књига, које су заједно један од највећих покушаја дигитализације књига у свијету.